# K5 international
 (décembre 2014).
K5 International est une entreprise allemande qui achète les droits de film pour ensuite les revendre aux distributeurs dans les pays du monde entier.

## Historique
Bill Stephens, Daniel Baur et Oliver Simon ont créé ensemble une entreprise en janvier 2007. Ils sont partenaires dans l'entreprise et ont des bureaux en Allemagne et au Royaume-Uni. Bill Stephens gère le secteur de la Vente et du Marketing depuis Londres. Oliver Simon s'occupe du développement et de la production à Munich, avec Daniel Baur, chargé de la finance et des affaires commerciales. K5 International est également représentée à Los Angeles par Kerry Rock.

## Présentation de l'entreprise
K5 International est une entreprise allemande, qui a des bureaux également en Angleterre, et qui acquiert des droits de films pour les revendre dans le monde entier. L'entreprise tend à représenter quatre à six films par an avec un budget supérieur à 15 millions d´euros. La priorité est donnée aux films en langue anglaise. 
Avec K5 Film, l'entreprise est aussi présente sur le marché de la production et produit des films en langues anglaise et allemande.

## L'équipe
- Bill Stephens (Vente et Marketing et partenaire)

Il travaille dans la vente de films depuis plus de 25 ans, dont 14 ans chez Film Four où il travailla avec beaucoup de réalisateurs mondialement connus comme Mike Leigh, Ken Loach (Le vent se lève, palme d'or à Cannes en 2006) et Danny Boyle (notamment Trainspotting et plus récemment Slumdog Millionnaire). Pendant 2 ans, il fut directeur commercial chez Renaissance Films, puis en 2001 il créa sa propre entreprise de conseil, Nexus, où il conseilla ses clients sur différents aspects commerciaux, marketing et sur les stratégies de lancement pour les festivals.
- Daniel Baur (Affaires Commerciales et Légales et partenaire)

Avocat de formation, il a été diplômé de la Media Business School à Ronda et a travaillé par la suite à la Deutsche Bank dans le département média et à la Commission européenne. En 2005, il rejoint Oliver Simon à K5 Film où il gère toutes les affaires commerciales et légales, avant de fonder K5 International avec ses partenaires.
- Oliver Simon (production et partenaire)

Il a créé en 2001 sa propre entreprise, K5 Film, impliquée dans la production de films. En 2006, son film A Pas De Loup  faisait partie de la sélection officielle de la Berlinale et fut également nommé pour le Meilleur Film  à la Deutsche Akademie (Académie qui récompense les meilleurs films allemands, l'équivalent de l'Académie des Césars en France). Il est diplômé de l´Université de New York (New York University) où il a suivi le programme d´Écriture Dramatique (Dramatic Writing Programme) et a été impliqué dans plus de 20 productions en tant que coécrivain ou éditeur de scripts. Il est membre de l'association Ateliers du Cinéma Européen (ACE).
- Karin Binnberg (Vente et Marketing)

Elle est chargée des soumissions et de l'évaluation des projets à K5 International. Elle a rejoint l'entreprise en mai 2006 et a 12 ans d´expérience dans le domaine du développement cinématographique, y compris des domaines comme le développement de projet, le licensing et le financement de film.

## Filmographie
The Visitor
The Visitor (2007) raconte l'histoire d´un professeur d´université (joué par Richard Jenkins, Six Feet Under et Burn After Reading) qui retourne à New York pour participer à une conference et trouve son appartement occupé par un jeune couple d´immigrant. The Visitor fut écrit et réalisé par Tom McCarthy (Mémoire de nos pères). Les producteurs et les distributeurs, mis à part K5 International, incluent  Groundswell Productions, Participant Productions, Next Wednesday Productions et Overture Films. En France, le film est sorti le 29 octobre.
Wonderful World
Wonderful World (2008) est l´histoire d´un homme divorcé particulièrement amère, Ben Singer, qui refuse de croire que même un tout petit miracle est possible. Quand son colocataire, Ibou, tombe malade, Ben est forcé d´accueillir sa sœur sénégalaise, Khadi (Sanaa Lathan vu dans Something New et Alien vs. Predator). Ce qui commence comme une colocation désastreuse va bientôt tourner en une histoire d´amour et la nature autodestructive de Ben va disparaitre quand il va trouver l'inspiration dans le plus inattendu des endroits.
Ben Singer est joué par Matthew Broderick, connu pour ses rôles dans Godzilla, Et l'homme créa la femme, Inspecteur Gadget et Les Producteurs. Le film fut produit par Ambush Entertainment, Back Lot Pictures et Cold Iron Pictures.
Ping Pong Playa
Le film raconte l'histoire de Christopher  Wang dit C-Dub, un jeune américain-chinois qui vient de la banlieue et qui rêve d´une carrière dans la NBA. Mais à la suite d´un accident de voiture, sa mère et son frère sont blessés et C-Dub doit prendre en main la classe de ping pong de sa mère. Avec l´important  tournoi de la National Golden Cock arrivant à grands pas et son frère Michael blessé, C-dub doit devenir le joueur qu'il prétend être et défendre l'honneur et le commerce de sa famille. 
Ping Pong Playa fut écrit et réalisé par Jessica Yu et Jimmy Tsai, qui a également coécrit, Elizabeth Sung, Roger Fan, Khary Payton, Peter Paige et Smith Cho.
A Matter of Size
Cette comédie israélienne raconte l'histoire de quatre amis bien en chair qui vont arrêter leur régime en cours pour se mettre à un régime pour le moins spécial. Ils vont devenir des Sumos, entrainés par un ancien coach japonais et tenter de trouver à leur manière le bonheur et le respect d´eux-mêmes. 
A Matter of Size a été réalisé par Sharon Maymon et Erez Tadmor et produit par United Channels Movies, Tapuz Communications, K5 Film et  Mact Productions.
Broken Kingdom
Trois narrateurs racontent leur histoire des bidonvilles de Bogota jusqu'à la tranquillité artificielle d´Hollywood. Une prostituée de 12 ans et un auteur américain excentrique vont se prendre d´amitié. Un étudiant américain colombien va les mettre sérieusement en danger pendant qu'à Los Angeles, un professeur fait tout ce qu'il peut pour combattre le poids d'un immense secret.
Broken Kingdom est réalisé par Daniel Gillies (Spiderman 2, Captivity), le producteur exécutif est  Ryan Gosling (N'oublie jamais, Half Nelson, Lars and the Real Girl) et le casting incluent les stars Rachel Leigh Cook (She's All That, Josie and the Pussycats), Seymour Cassell et Daniel Gillies. 
Get Low
Felix Bush organise son propre enterrement afin de révéler un de ses plus sombres secrets du passé et résoudre un cas pas clair de meurtre dans une petite ville. 
Le personnage principal, est joué par Robert Duvall, un acteur américain et réalisateur, vainqueur de l´Oscar, deux fois gagnant aux Emmy Award, et quatre fois aux Golden Globe, connu pour ses rôles dans  Du silence et des ombres, Le Parrain et Apocalypse Now. Le film est réalisé par Aaron Schneider, le réalisateur du court métrage vainqueur de l´Oscar Two Soldiers et produit par Richard D. Zanuck (producteur également primé aux Oscars) et Dean Zanuck.
Wasting Away
Dans cette comédie sur les zombie, nous voyons le monde à travers les yeux des zombies après qu´une pâte verdâtre a transformé quatre amis en morts vivants. Tout le monde devient soudainement complètement fou. 
Le film a été réalisé par Matthw Kohnen et écrit par lui-même et Sean Kohnen. Le casting inclut Matthew Davis (vu dans Abime et dans Blue Crush), Julianna Robinson, Michael Grant Terry et Betsy Beutler. 
Separation City
Pam aime Simon mais Sion aime Katrien. Katrien est mariée à Klaus qui la trompe avec Kimberly. En expérimentant les joies et les douleurs  de tomber amoureux pour la première fois, ces trois couples apprennent que l'amour avec un grand A peut durer pour toujours tandis que se laisser tenter à jouer aux liaisons dangereuses peut être sévèrement puni. 
Le film a été réalisé  par Paul Middledtich et écrit par Tom Scott. Les rôles principaux incluent Rhona Mitra, Thomas Kretschmann et Edgerton.

## Sources
- K5 International
- K5 Film